# Kloster Merten

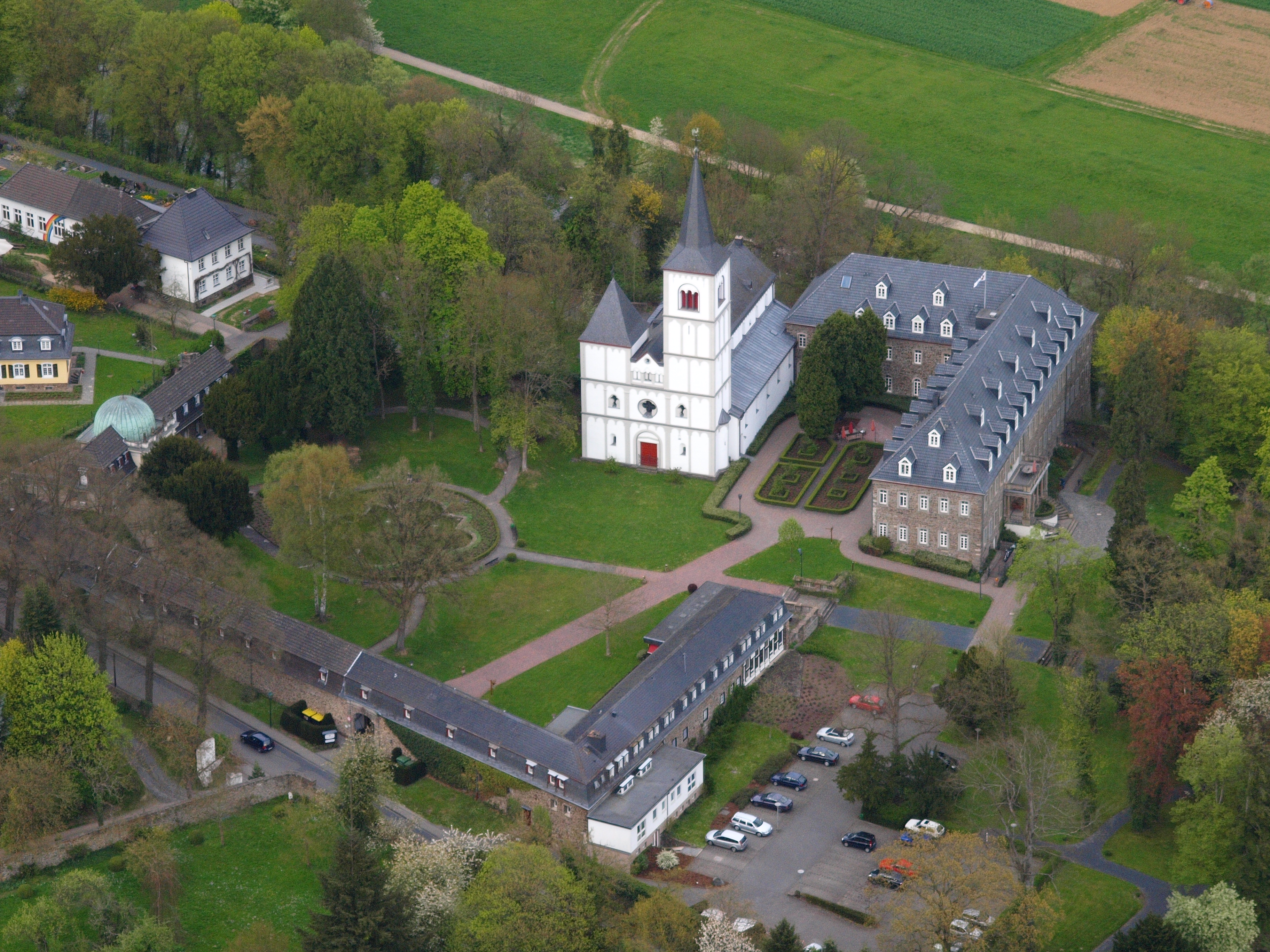
Ehemaliges Kloster Merten von SW

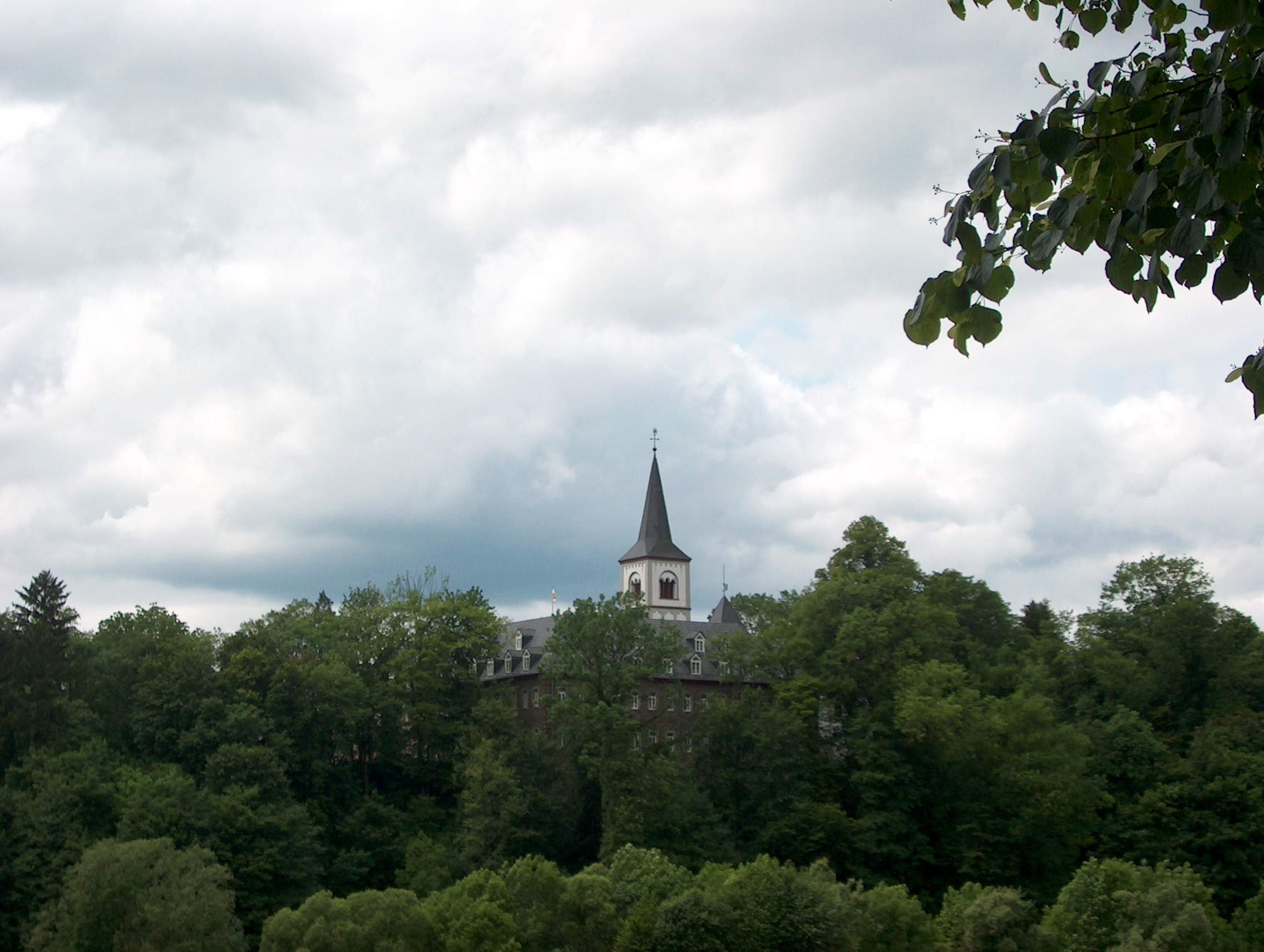
Seit dem 28. Februar 1991 wird das Kloster Merten als Seniorenheim genutzt.

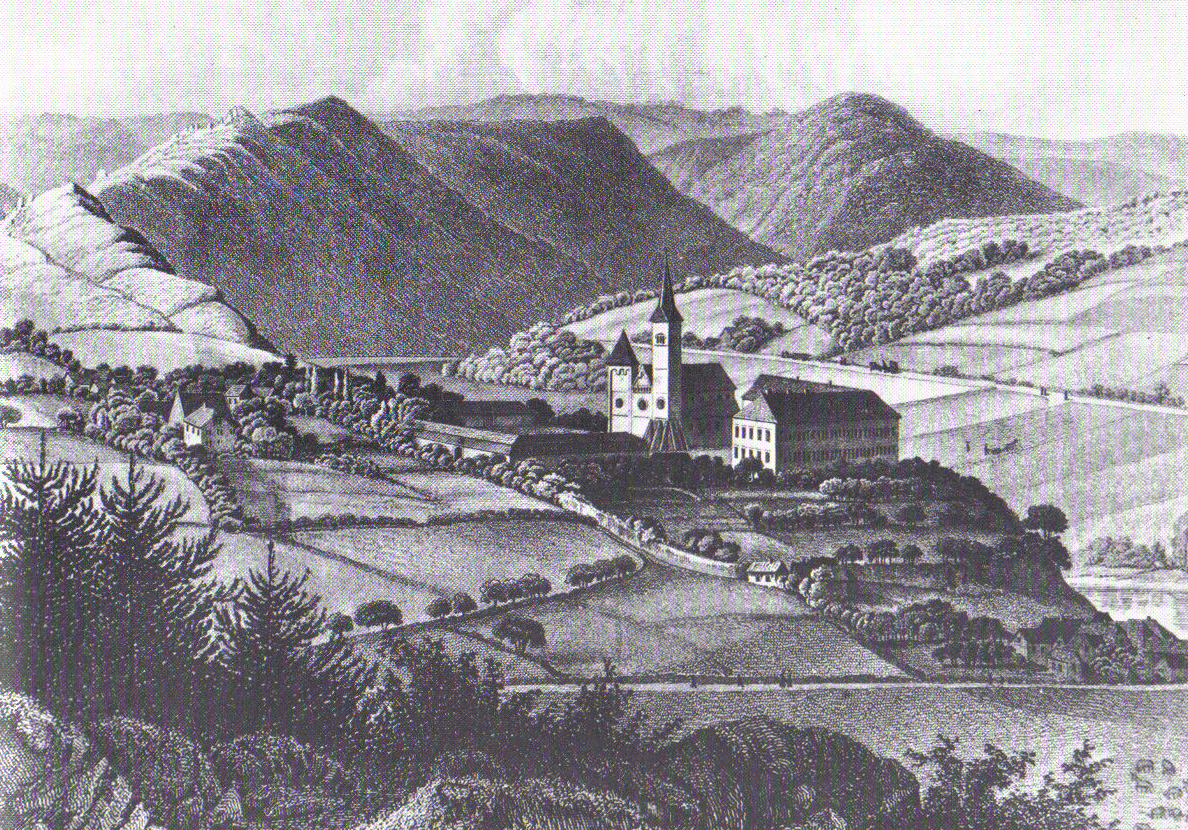
Kloster Merten (Zeichnung von Hohe um 1850)

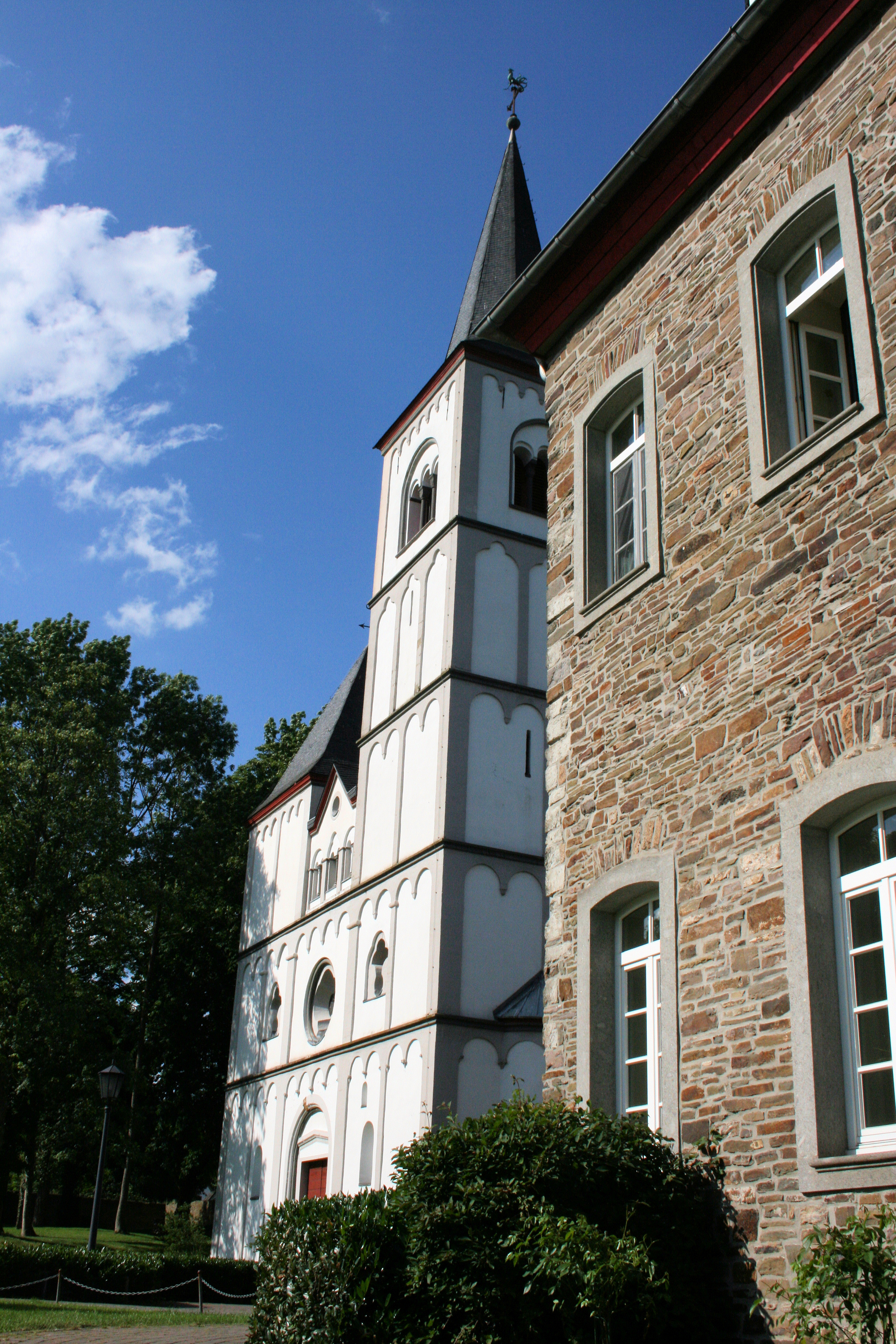
Kirche St. Agnes mit ihren zwei ungleichen Türmen

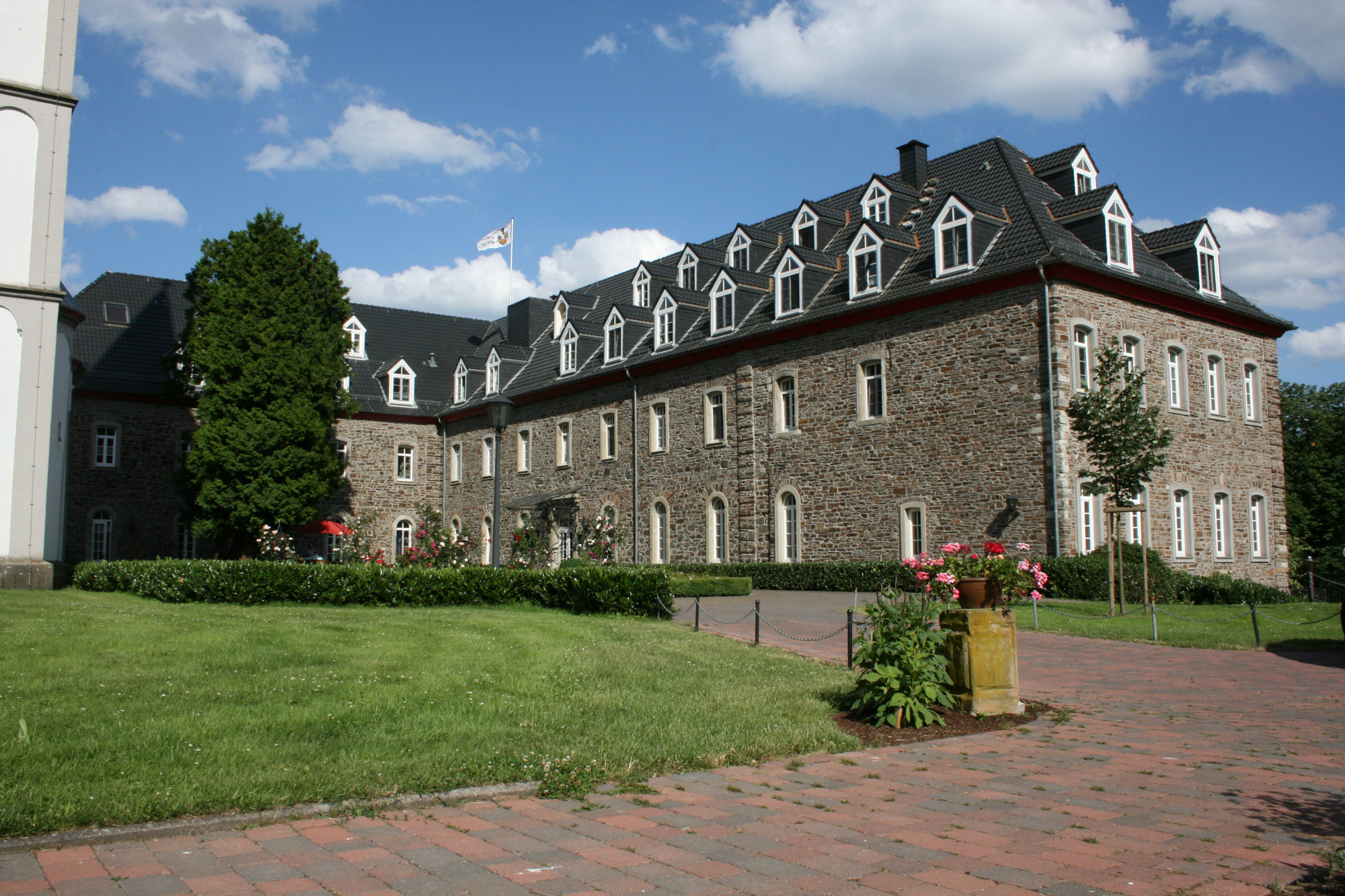
Altes Schlossgebäude

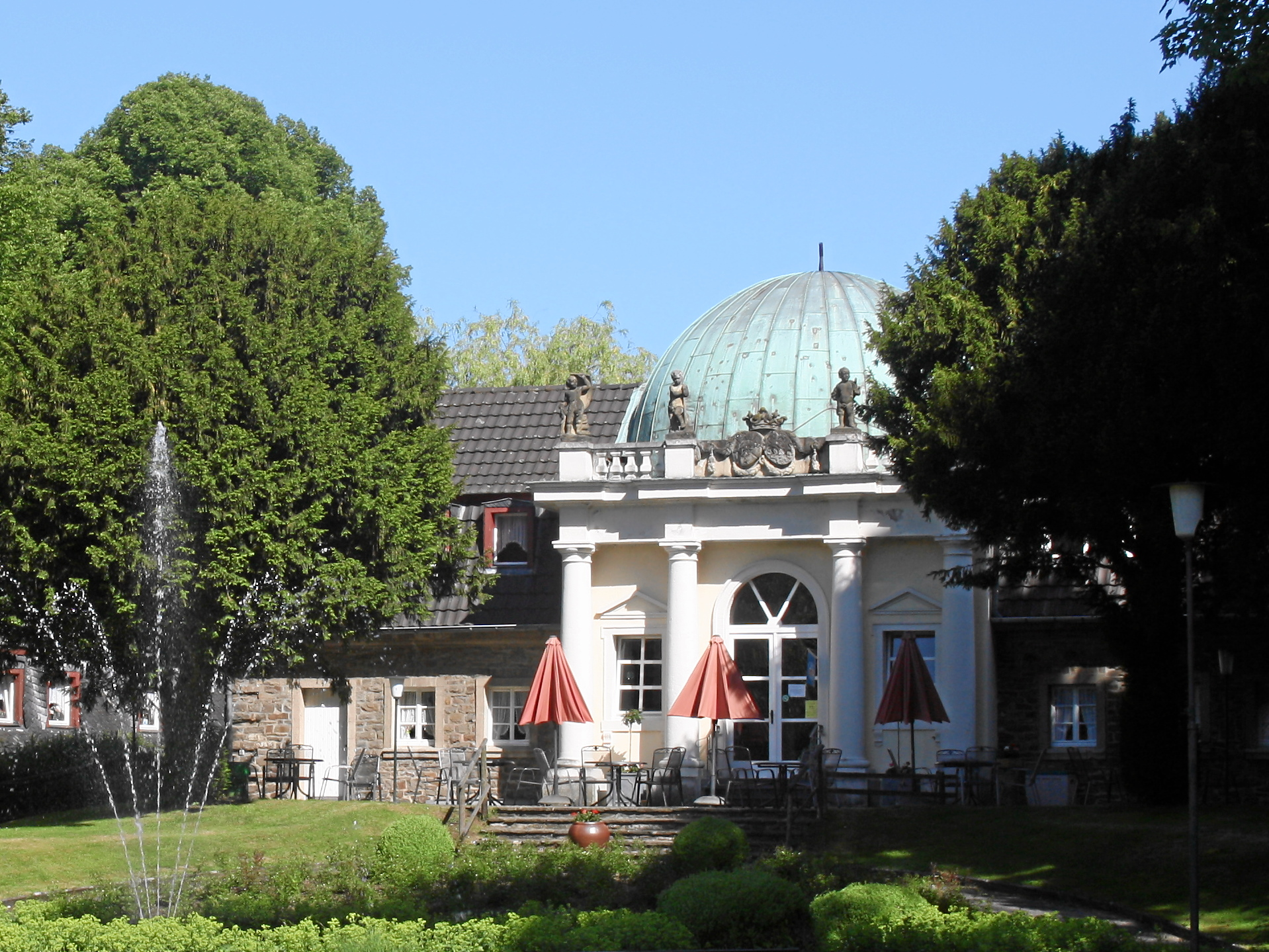
Große Fontaine vor der Orangerie (heute Café)

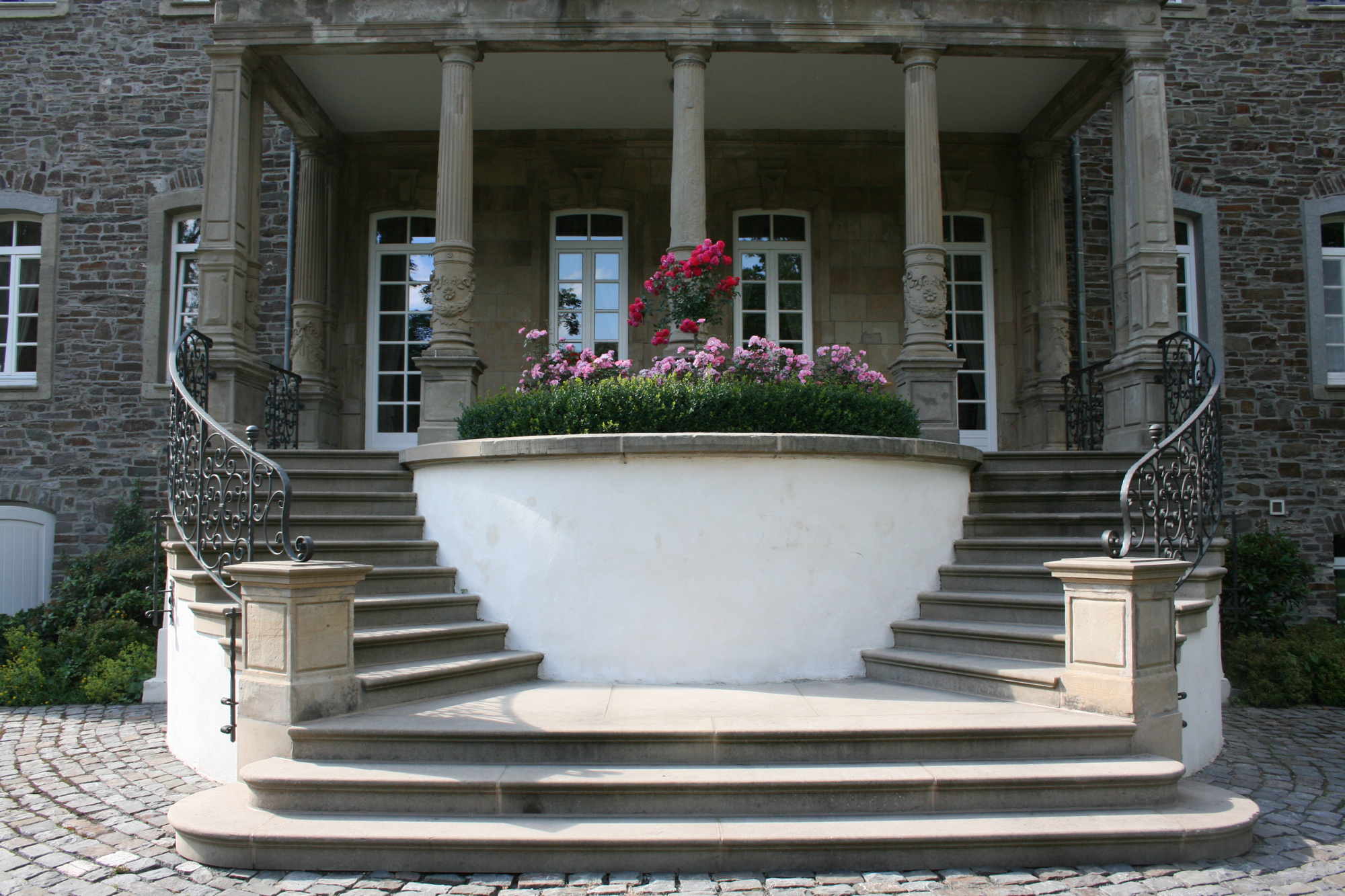
Treppe zum unteren Garten

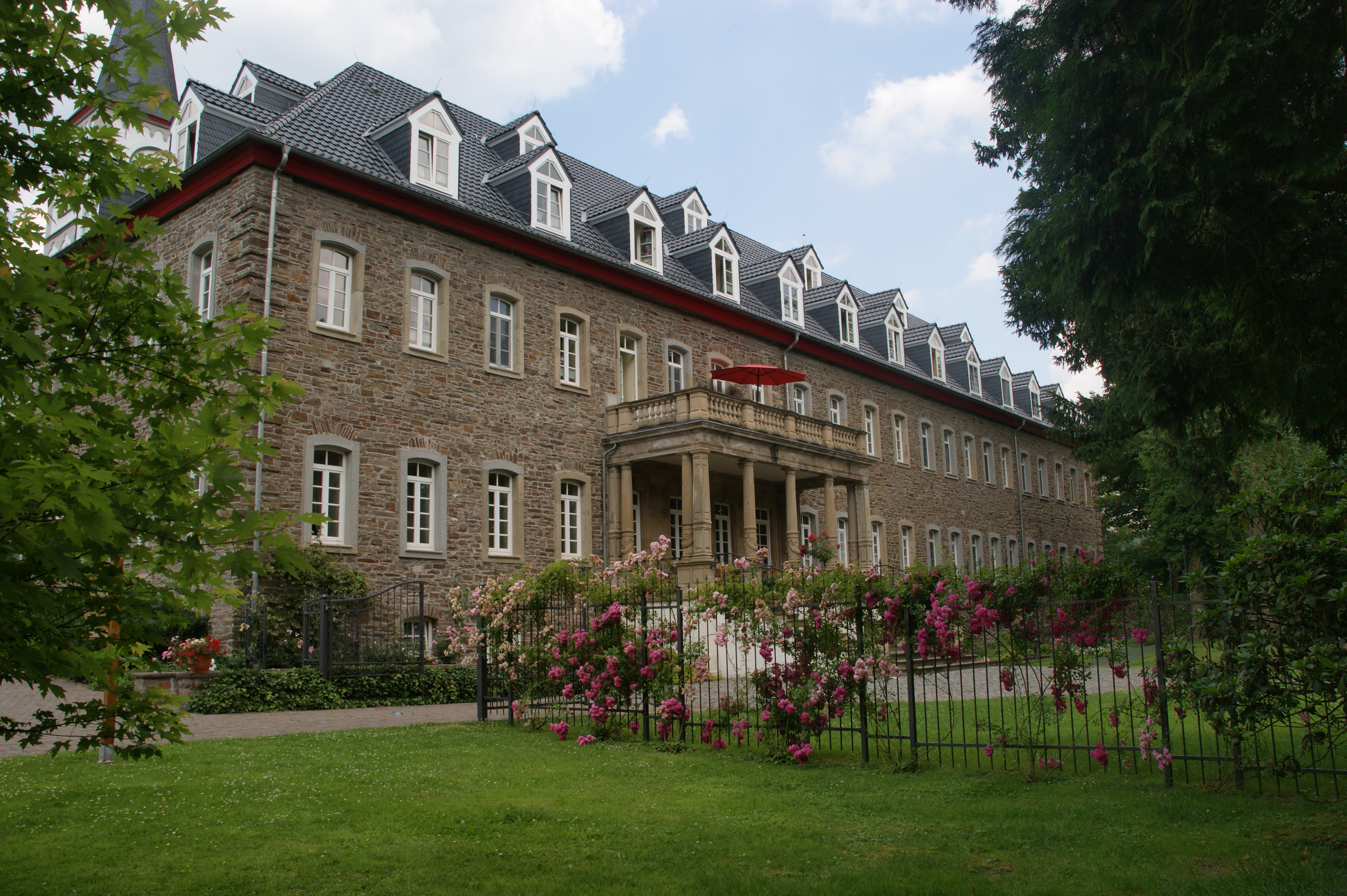
Kloster Merten

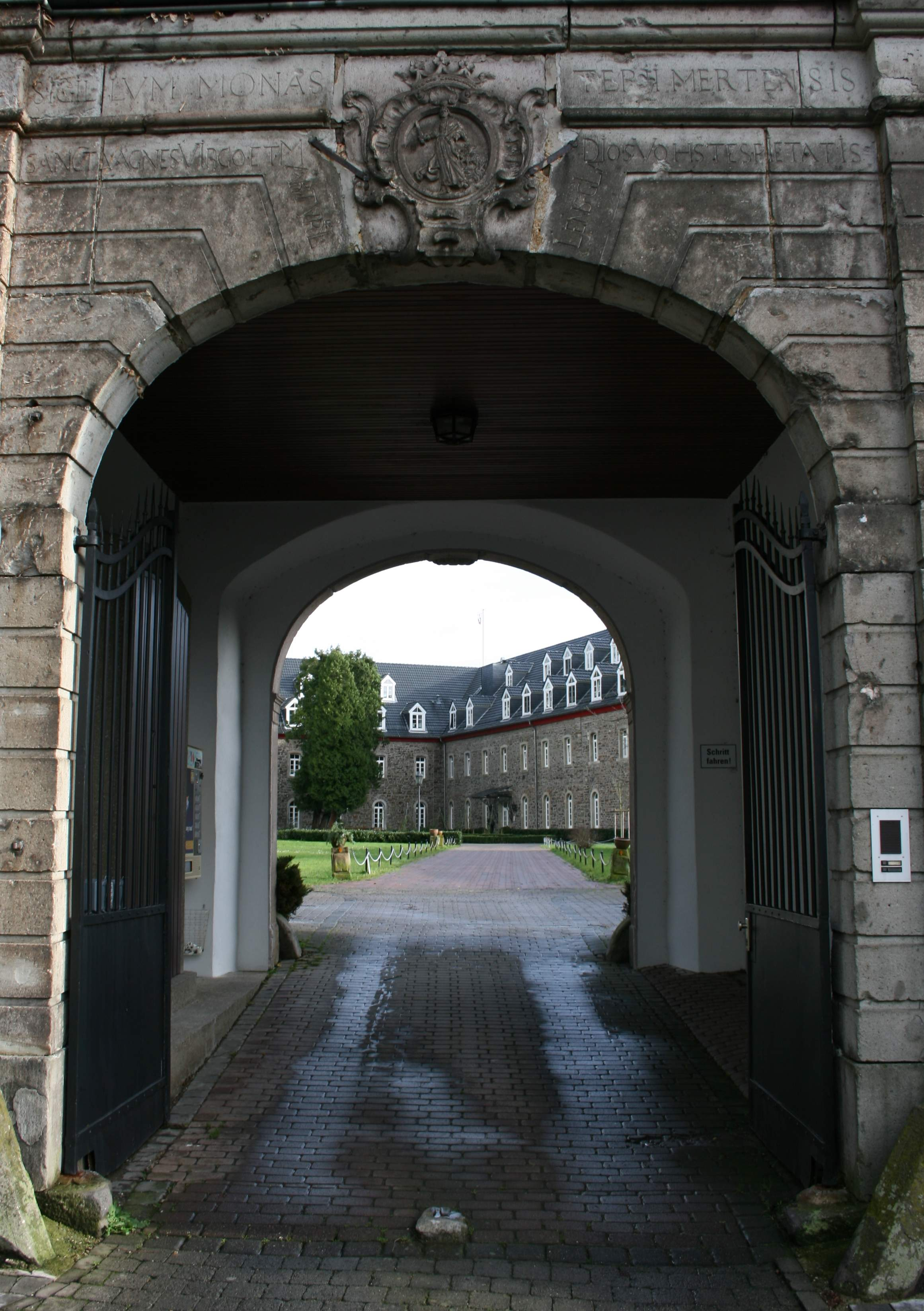
Alte Toreinfahrt

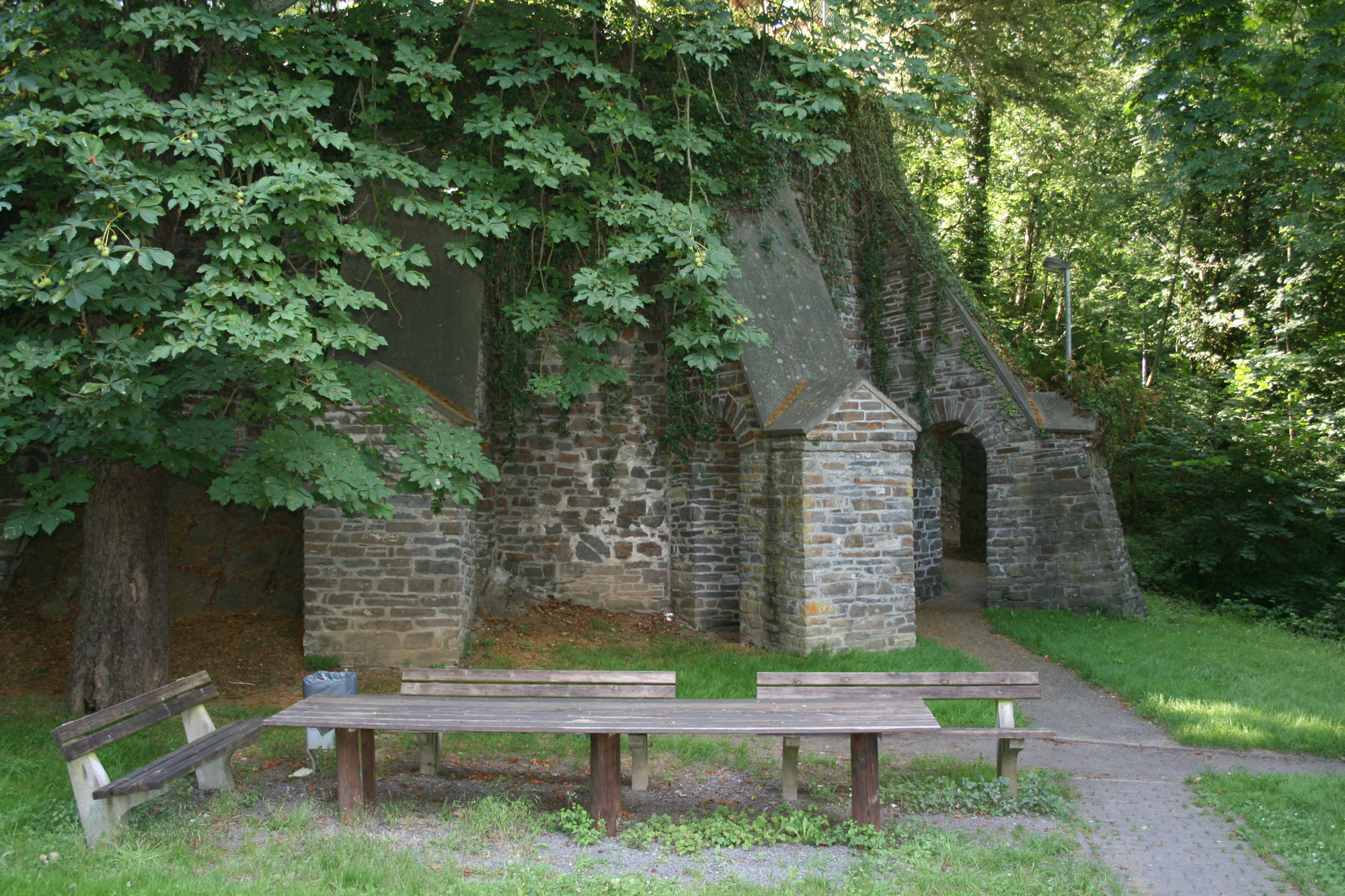
Rastplatz an der Siegbrücke unterhalb der Klostermauern

Das Kloster Merten war ein Kloster der Augustinerinnen in Merten, Gemeinde Eitorf, direkt an der Sieg gelegen. Die gesamte Anlage ist von einer Mauer umgeben und beherbergt heute unter anderem ein Alten- und Pflegeheim.

## Urkundliche Erwähnung
Eine Stifter- oder Gründungsurkunde ist nicht vorhanden, vermutlich wurde das Kloster um 1160 erbaut. Im Jahr 1181 wird im „Mirakelbuch“ von Siegburg eine „Eila aus dem Dorf der heiligen Märtyrerin Agnes“ genannt. In einer Urkunde des Jahres 1217 wird das Kloster erstmals direkt erwähnt; hier wird bestätigt, dass innerhalb der Klostermauern kein von Laien bewohntes Haus stehen darf und der Besitzer von Burg Merten, Otto von Kappenstein, gegen eine Entschädigung Gebäude an das Kloster abtreten soll.

## Gebäude
Neben der imposanten spätromanischen Klosterkirche St. Agnes mit Doppelturmfassade sind heute noch der Süd- und Ostflügel aus dem Mittelalter erhalten. Im Jahr 1699 brannte das Kloster aus, weswegen das Kircheninnere barock eingerichtet ist. Erst 1791 wurde der Südflügel neu errichtet, der Westflügel verfiel.

## Grabstätten
Als einziger herrschaftlicher Grabstein ist der von Wilhelm von Selbach an der Klosterkirche erhalten geblieben.

## Kloster Herchen
Im Jahr 1582 wurde das Kloster Herchen neben hohen Schulden aufgrund der Kriegskosten außerdem von einer Seuche heimgesucht, die nur zwei Laienschwestern überlebten. Daraufhin wurde das Kloster mit dem Kloster Merten zusammengelegt, hierzu gehörten auch die Besitzungen.

## Besitzungen
- 1555 wurde die Klostermühle von der Sieg an den Krabach verlegt[1]
- 1758 verkaufte J. W. Diefenbach dem Kloster den Weierhof
- 1803 Habichtshof, Bachmühle, Delborner Hof, Jägerother Hof, Bitzerhof, Hombacher Hof, Menghof, Hohner Hof, Mühle und Klosterhof zu Herchen.

## Oberinnen
| - 1217: Claricia - 1280: Jutta - 1313–1333: Agnes - 1342–1346: Benedikta von Roysdorp - 1347–1348: Bela von Marcken - 1372: Goidland - 1385: Berta Suren - 1389: Goidelant | - 1421: Regine van Graven - 1436: Nysen von Oendespil - 1436–1438: Regina von Selbach - 1472: Lysa von Widderbach - 1479: Reyn von Luczerod - 1498: Anna von der Lippe, die die Reform der Windesheimer unterstützen sollte - 1500–1506: Jutta von Plettenberg, unter der die Reformkongregration vollzogen wurde, Merten wurde dabei dem Kloster Mülheim (Thal-Ehrenbreitstein) unterstellt. | - 1512: Margarethe von Lützgerode - 1513: Jutta Plettenberg - 1516–1563: Margarethe von Lützgerode - 1567–1573: Swana von Selbach - 1573–1584: Katharina von Selbach - 1585–1623: Margarethe von der Hoven genannt Pampus - 1623–1635: Anna von der Hoven genannt Pampus - 1635–1638: Gudula Scheiffart von Merode | - 1638–1646: Agnes Scheidt von Weschpfennig - 1646–1677: Maria Elisabeth von Graff - 1677–1712: Anna Margaretha von der Hoven genannt Pampus - 1712–1755: Anna Sibylla Vinzentia von Schoenebeck - 1755–1784: Anna Wilhelmina von Krafft - 1784–1790: Henriette von Gartzen - 1790–1802: Maria Anna Barbara von Schönigh - 1802: als letzte Eleonora Michels |

## Säkularisation
Im Zuge der Säkularisation wurde das aufgelöste Kloster am 17. November 1803 geräumt. Neben der Äbtissin lebten hier damals nur noch fünf Ordensschwestern.

## Schloss Merten
Im Jahr 1870 wurde das Gelände von der Familie Hatzfeld-Trachenberg erworben. 1909 kaufte Graf Felix Droste zu Vischering von Nesselrode-Reichenstein Klosterbesitz und Burg Merten. Er ließ nach dem Kauf die neobarocke Orangerie errichten. Das „Schloss“ genannte Kloster wurde Sommersitz und zwischen den Weltkriegen Hauptwohnsitz. Im Zweiten Weltkrieg brannte das Schloss, in dem u. a. ein Teil der erzbischöflichen Bibliothek und das Eigentum des Grafen Trips eingelagert worden waren, nach Artilleriebeschuss völlig aus. Dabei wurde auch das Hubertusbuch vernichtet, in dem die Ordensmitglieder des im Jahr 1444 gestifteten Hubertusordens aufgeführt wurden.

## Kuratorium von Schloss Merten/Sieg
Am 1. Juli 1955 übernahm der katholische Verein das Schloss, baute es nach und nach aus und bot hier ostdeutschen Familien ersten Wohnraum und kinderreichen Familien eine Ferienunterkunft. Im Jahr 1991 wurde das Kloster in Privatbesitz verkauft, das Kuratorium betreibt hier nur noch ein Büro.

## Sonstiges
Jährlich findet hier ein Märchenfest für Kinder statt, außerdem werden musikalische Darbietungen gegeben.